# أليكساندر بارون
أليكساندر بارون (بالفرنسية: Alexandre Baron)‏ هو سائق سيارة سباق فرنسي، ولد في 6 ديسمبر 1994 في أربونة في فرنسا.

## وصلات خارجية
- أليكساندر بارون على موقع DriverDB.com (الإنجليزية)